# Кадикі (Нідзицький повіт)
Кадикі (пол. Kadyki) — село в Польщі, у гміні Козлово Нідзицького повіту Вармінсько-Мазурського воєводства.
У 1975-1998 роках село належало до Ольштинського воєводства.